# Amatas pagasts
Amatas pagasts er en territorial enhed i Amatas novads i Letland. Pagasten etableredes i 1945, havde 822 indbyggere i 2010 og 763 indbyggere i 2016 og omfatter et areal på 108,35 kvadratkilometer.